# 海歌
《海歌》，也称《水路夫人歌》是收录于《三国遗事·纪异》的一首统一新罗时期的古代歌谣:131-132:60-61。江陵太守的夫人水路夫人是位绝色美人，在海边采花时被海龙掳入海中。她的丈夫焦急万分，请求海边居民聚集起来唱这首歌，迫使海龙归还水路夫人。这首歌谣在结构和用词上与朝鲜三国时期的另一首歌谣《龟旨歌》很相似，但在内容和形式上要更为丰富:65-70:19-20。
韩国江原道三陟市建有水路夫人公园。

## 内容
|  | 龟乎龟乎出水路， 掠人妇女罪何极？ 汝若悖逆不出献， 入网捕掠燔之吃。 |